# Lila Bouadma
Lila Bouadma, professeure de médecine à la faculté de médecine de l'université de Paris et spécialiste en réanimation médicale, exerce à l'hôpital Bichat à Paris. Originaire de Franche-Comté, après des études de médecine à Besançon, elle a fait toute sa carrière à l'AP-HP. Elle a traité plusieurs des premiers patients de la Covid-19 diagnostiqués en Europe et elle fait partie du Conseil scientifique Covid-19.

## Biographie

### Enfance
Lila Bouadma est née en 1971 dans le Territoire de Belfort. Elle passe toute son enfance à Delle dans sa famille immigrée algérienne de Kabylie . Sa fratrie se compose de 6 enfants. Son père est ouvrier et sa mère s'occupe de ses enfants avant de travailler comme femme de ménage. Elle se décrit comme apprenant vite à l'école, obéissante et tôt conduite à suppléer ses parents qui n'écrivent pas, dans les formalités administratives. Bien que peu encouragée par son entourage, voire dénigrée par une enseignante à l'école primaire, elle adore l'école et dit « devoir beaucoup à l'école de la République ».
Sa vocation de médecin apparait à 9 ans lorsqu'elle est témoin du retard de diagnostic de la méningite d'un de ses frères. Elle est alors déterminée à apprendre pour soigner les maladies. Les comportements d'une institutrice, du médecin et d'autres, lui font comprendre au fil des années que « à partir du moment où vous êtes une enfant pauvre, immigrée, une fille en plus, ce n'est pas naturel de vous aider à faire ce que vous voulez faire ».
Lycéenne à Belfort où elle passe le baccalauréat, elle va ensuite à Besançon faire ses études de médecine.
En 1995, à 24 ans, elle réussit le concours d'interne en médecine, avec une affectation aux Hôpitaux de Paris. D'abord orientée vers la Médecine Interne, elle choisit de devenir réanimatrice.
Elle n'a plus de cheveux depuis son adolescence en raison d'une maladie auto-immune.

## Carrière médicale

### Formation
Après une thèse de médecine en 2002 sur les « méningites à bacilles gram-négatif », la Dr Lila Bouadma devient cheffe de clinique en service de réanimation et maladies infectieuses à l'hôpital Bichat de Paris. Elle complète sa formation sur la prévention des infections nosocomiales en passant un an à l'hôpital Johns-Hopkins de Baltimore.
Son orientation vers la prévention des infections nosocomiales la conduit vers une thèse de doctorat en biologie en 2010 sur « les pneumopathies acquises sous ventilation mécanique »

### Fonctions et activité
En 2006 le Dr Lila Bouadma est nommée praticienne hospitalière (PH) en réanimation médicale à l'hôpital Bichat de Paris AP-HP
En 2015 elle est nommée Professeure des Universités - Praticienne Hospitalière en réanimation, toujours dans le service de réanimation médicale et infectieuse de l'hôpital Bichat (chef de service Pr J.F. Timsit).
Parallèlement aux activités de soins et d'enseignements, ses axes de recherches sont la prévention des infections nosocomiales, les techniques de réanimation respiratoires et la réanimation dans les pathologies infectieuses. Pour ses activités de recherche, elle fait partie de l'UMR 1137 - IAME "Infection, Antimicrobials, Modeling, Evolution"- de l'INSERM. Elle rédige ou participe à plus d'une centaine de publications dans des revues médicales internationales à comité de lecture. Elle est, durant huit ans, présidente du comité de lutte contre les infections nosocomiales de son hôpital. Elle est décrite comme une travailleuse acharnée, méthodique et organisée.

## Pandémie de CoViD-19
Le 24 janvier 2020, un couple de voyageurs originaires de Wuhan est hospitalisé à l'hôpital Bichat. Ils font partie des trois premiers malades dus au nouveau coronavirus diagnostiqués en Europe. Durant les semaines suivantes, en collaboration avec le Pr Yazdan Yazdanpanah en infectiologie, le Pr Lila Bouadma et l'équipe du service de réanimation vont prendre en charge un nombre croissant de malades de la CoViD-19.
Début avril, la totalité des lits du service de réanimation sont occupés par ces patients. Débute alors une période de découverte du tableau clinique de cette nouvelle maladie, de ses complications et des modalités de traitement sur les bases de l'expérience préalable de la prise en charge des syndromes de détresse respiratoire aiguë (SDRA). En parallèle, un screening de médicaments préexistant a lieu afin de tester leur éventuelle efficacité.
Le 10 mars 2020, la Pr Lila Bouadma est nommée au sein du conseil scientifique chargé d'éclairer le gouvernement sur la gestion de l'épidémie due au coronavirus, en raison de son expérience en réanimation et maladies infectieuses.
En contraste avec de nombreux médecins sollicités comme « experts » par les médias, elle ne s'exprime que rarement en public, préférant éviter l'exposition publique. "Je sais aussi que tout passe et qu’on m’oubliera très vite parce que je ne suis ni une femme politique, ni une artiste, ni une intellectuelle. Ma place n'est pas dans les médias."
Elle s'exprime dans l'épisode Soignantes du podcast de la Fondation des Femmes Regarde Moi Bien sortie en mars 2021 et revient sur le traitement des soignantes pendant l'épidémie. Une longue interview est diffusée en juillet 2021 dans l'émission "Femmes puissantes" de la radio France-inter.